# ピアノ四重奏曲第1番 (モーツァルト)
ピアノ四重奏曲第1番 ト短調 K.478は、ヴォルフガング・アマデウス・モーツァルトが作曲したピアノ四重奏曲。

## 概要
1785年10月16日にウィーンでオペラ『フィガロの結婚』の創作の合間をぬって作曲され、同年の12月にウィーンのホフマイスターから出版された。モーツァルトは最初、出版社側から3曲のピアノ四重奏曲を作曲してほしいという依頼を受けた。アマチュアが家庭で演奏する音楽を出版し、ひと稼ぎしようという目論見でホフマイスターが依頼したものであった。完成後、第1番を受け取った出版社側が「一般大衆には受け入れにくい難解な作品であり、誰も買おうとしないだろう」という苦言を呈したため、モーツァルトはその契約の継続を自ら解除し、連作の作曲を断念した。
結果的に、第2番は別の出版社アルタリアから出版され、第3作目のピアノ四重奏曲は作曲されることのないままに終わってしまった。

## 構成
全3楽章の構成。演奏時間は約26分。
第1楽章 アレグロ
ソナタ形式による楽章で、ト短調という調性に由来する厳格で険しい面持ちと共に、極めて情熱的でドラマティックな曲想がその際立った特徴としてクローズアップされている。
第2楽章 アンダンテ
変ロ長調、展開部を欠いた変則的なソナタ形式による楽章。情緒豊かでメロディックな性格を呈している。
第3楽章 ロンド.アレグロ・モデラート
ト長調、ロンド・ソナタ形式によるフィナーレで、戯れるような主要主題を軸にして組み立てられているが、そのソナタ風の展開のプロセスで魅力的な旋律が出現し、多彩な構成の妙を印象づけている。

## 参考資料
- モーツァルト:『ピアノ四重奏曲第1番・第2番』（ワルター・クリーン,アマデウス弦楽四重奏団員,ドイツ・グラモフォン）の解説
- モーツァルト:『ピアノ四重奏曲第1番・第2番』（マルコム・ビルソン,エリザベス・ウィルコック,ジャン・シュラップ,ティモシー・メイソン,ドイツ・グラモフォン）の解説